# Hindenburg (Schiff, 1937)
Die 1937 gebaute Hindenburg (intern auch Hindenburg II genannt) war ein Motorrettungsboot der Deutschen Gesellschaft zur Rettung Schiffbrüchiger und auf der Nordseeinsel Borkum stationiert. Sie war der Nachfolger der 1925 gebauten Hindenburg und das letzte vor dem Zweiten Weltkrieg in Deutschland gebaute große Motorrettungsboot. Es war ein 16,6 Meter langes Teakholzboot mit einer Schraube und einem 200 PS starken Dieselmotor. Es gilt als fortschrittlichstes Boot der Vorkriegszeit und war das erste mit einem geschlossenen Ruderhaus.
Von einer Einsatzfahrt am 28. November 1940 vor der Nordseeinsel Borkum kehrte es nicht zurück. Mit ihm verloren sechs Mann Besatzung ihr Leben.

## Geschichte
Am 28. November 1940 erhielt die Hindenburg einen Notruf des deutschen Dampfers Erika Fritzen, Heimathafen Emden. Von dieser Einsatzfahrt kehrte das Boot nicht wieder zurück. Die sechs Rettungsmänner fanden alle den Tod unter nie aufgeklärten Umständen. Es waren der Vormann Hans Lüken, nach dem die DGzRS 1969 einen Seenotkreuzer benannte, und die Rettungsmänner A. Meyenburg, G. Eltze, W. Glockmann, F. Ohlsen und A. Nolting – alle von Borkum.
Im Protokoll des Seeamtes in Emden heißt es: „Dieses Rettungsboot lief am 28. November 1940 nach Erhalt einer Notmeldung um 12.30 Uhr aus und kehrte nicht wieder zurück. Auch durch die Nachsuche, die im Laufe des 29. Novembers 1940 durch Marinefahrzeuge und Flugzeuge vorgenommen wurde, war das Boot nicht wieder aufzufinden. Am 29. November trieb ein Rettungsring am Weststrand der Insel Borkum an, in welchem sich ein nicht erkannter Mann hielt, aber bis zur Bergung des Ringes wieder in der Brandung unterging. Es war offenbar der später geborgene Motormann Willi Glockmann. Angetrieben sind ferner zwei weitere Rettungsringe, einige Bootshaken, zwei Bretter aus Sperrholz, weiß gestrichen, mit großem roten Kreuz, und ein Lukendeckel vom Steuerhaus.“
Man nimmt heute an, dass eine Treibmine oder unter Wasser treibende Wrackteile die Ursache des Unglücks waren.

## Gedenken
Zu Ehren der auf der Rettungsstation Borkum verunglückten Rettungsmänner stehen auf einem Gedenkplatz an der Süderstraße auf der Insel Borkum ein Gedenkstein für die gesamte Besatzung der Hindenburg.
An dieser Stelle steht ein weiterer Gedenkstein für die im Jahr 1995 Verunglückten des Seenotrettungskreuzers Alfried Krupp, den Vormann Bernhard Gruben und den Maschinisten Theo Fischer. Später wurden die zwei neuen Seenotrettungskreuzer Bernhard Gruben und Theo Fischer nach den beiden benannt.